# Pseudospatha tanganyicensis
Pseudospatha tanganyicensis е вид мида от семейство Unionidae.

## Разпространение
Видът е разпространен в Бурунди, Демократична република Конго, Замбия и Танзания.